# Waśkowo (wołost Michajłowskaja)
Waśkowo (ros. Васьково) – wieś (ros. деревня, trb. dieriewnia) w zachodniej Rosji, w wołoscie Michajłowskaja (osiedle wiejskie) rejonu łokniańskiego w obwodzie pskowskim.

## Geografia
Miejscowość położona jest 22,5 km od centrum administracyjnego osiedla wiejskiego (Michajłow Pogost), 31,5 km od centrum administracyjnego rejonu (Łoknia), 150 km od stolicy obwodu (Psków).
W granicach miejscowości znajduje się ulica Odinokaja (2 posesje).

## Demografia
W 2010 r. miejscowość nie posiadała mieszkańców.